# 黄春明

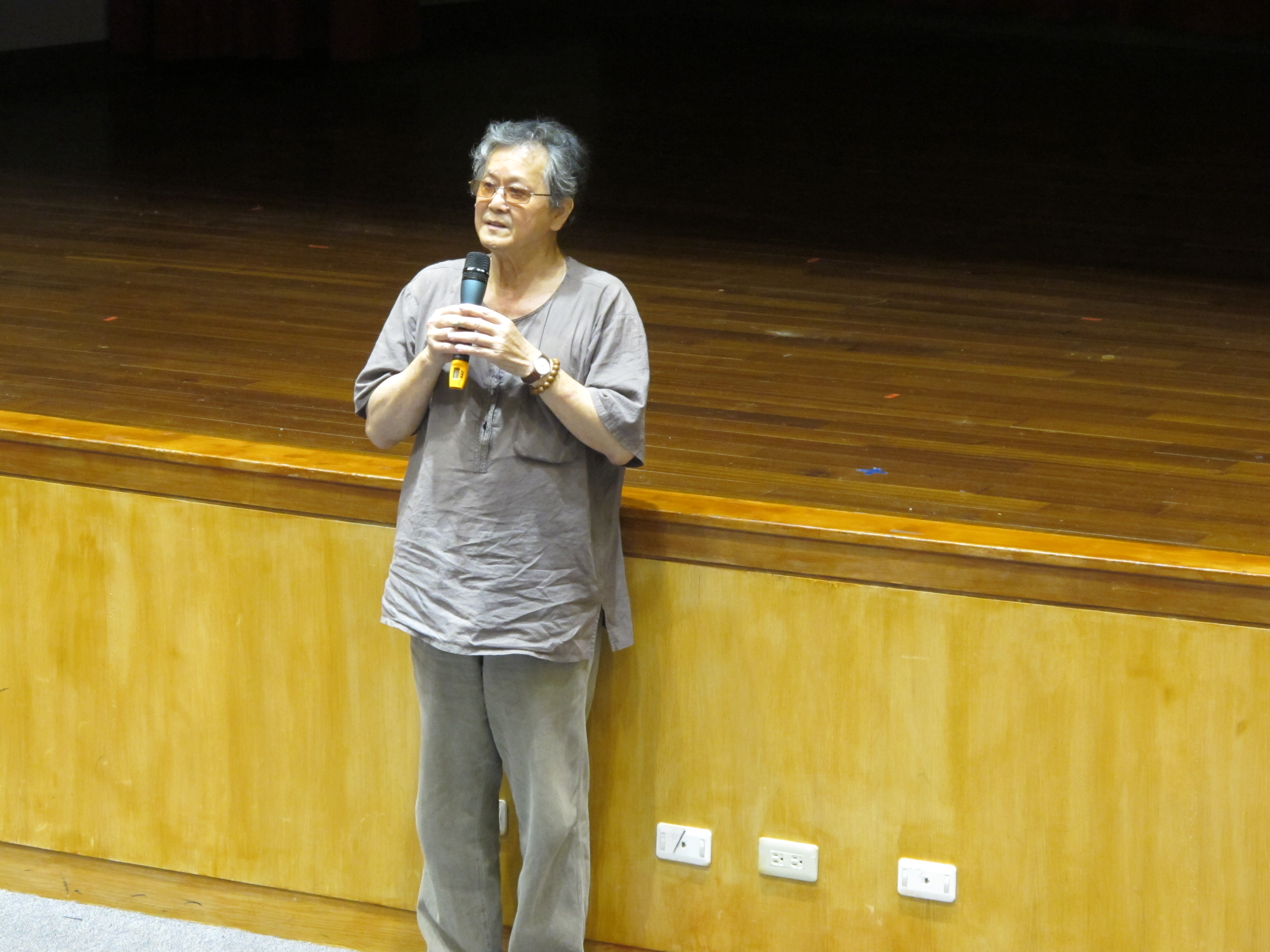
2010年9月28日

黄 春明（Huang Chunming、ホワン・チュンミン、1935年2月13日 - ）は、台湾の現代文学作家である。小説のほかに詩、児童文学、戯曲、随筆、絵画など多様な創作活動を展開している。彼の作品は、日本語、韓国語、英語、フランス語、ドイツ語、等の言語に翻訳されている。

## 経歴・人物
1935年、当時日本の統治下にあった台湾台北州羅東郡羅東街 (現在の宜蘭県羅東鎮浮崙里) に5人兄弟妹の長男として生を受けた。8歳で母を亡くして苦労した少年期を過ごす。1950年、彼が県立羅東中学の生徒であった15歳のとき、担任であった教師、王賢春に文才を見出され、アントン・チェーホフなどのフィクションを勧められて文学に対して啓蒙されることとなった。しかし事件を起こして中学を退学。その後転入した頭城中学も退学してしまう。
台北に家出し、しばらく電気屋に勤めた後、台湾省立台北師範学校に合格するが退学。台湾省立台南師範学校、さらに台湾省立屏東師範学校に移ってようやく卒業し、以後3年間、小学校教師として勤務した。なお在学中の1956年、処女作「清道伕的孩子」が『救國團幼獅通訊』第63期に掲載されている。
1962年、三年間の教職服務期間を終え、軍隊服役中に書いた小説が認められ、『聯合報』に掲載される。その後、放送局、広告会社などの勤務を経ながら小説を執筆、1966年には陳映真、王禎和、施淑青、七等生等と雑誌『文学季刊』を創刊、七十年代を代表する作家の一人となった。
現在、中国文化大学教授。
2014年にリンパ腫瘍が発見され療養中である。

## 主な受賞歴
- 吳三連文藝獎
- 國家文藝獎
- 中國時報文學獎
- 花踪世界華文文学奨

## 作品
彼の作品は『郷土小説』と考えられている。坊やの人形（児子的大玩偶）やシャオチの帽子（小琪的那頂帽子）やりんごの味（蘋果的滋味）等々作品が映画化された。　

### 小説
- 海を見つめる日　看海的日子 （1967）
- 銅鑼　鑼（1968）
- 坊やの人形 児子的大玩偶（1969）
- さよなら・再見(ツァイチェン) 　莎喲娜啦．再見（1974）